# Francisco Álvarez (actor)
Francisco Álvarez (Buenos Aires, 26 de julio de 1892 - Gran Buenos Aires, 21 de abril de 1960) fue un actor argentino de cine y teatro.

## Carrera
Vivió de joven en una casa de la calle Australia en el barrio de Barracas, casi bajo el puente del ferrocarril, en sus años mozos solía recorrer "cafés" y "boliches" del barrio, cantando y tocando la guitarra.
Inició su carrera en teatro, circo y espectáculos revisteriles. Se consagró en 1937, cuando ganó el Premio al Mejor Actor por su papel en Lo que le pasó a Reynoso. 
Protagonizó algunos filmes como Los hijos artificiales y La importancia de ser ladrón.
En el cine, desde que debutó en La sangre de las guitarras (1937) hasta Patricia mía (1961) que fue estrenada luego de su fallecimiento. Fue señalada sus actuaciones en el filme que dirigió Luis César Amadori en 1940  Hay que educar a Niní en la que actuó con Niní Marshall
y su muy festejada personificación de un abogado que para evitar un divorcio encuentra a una sosías de su hija y arma un enredo en Soñar no cuesta nada (1941) del mismo director.
Compuso un personaje cómico en El tercer beso, de 1942 también de Amadori.
En los años cincuenta filmó en Venezuela Yo quiero una mujer así (1951) junto con Olga Zubarry, siendo esta película el debut como director de Juan Carlos Thorry, para luego continuar su carrera en películas dirigidas por Enrique Carreras.
En el teatro la trayectoria de Francisco Álvarez estuvo en la línea cómico-sentimental en sainetes o comedias asaineteadas.
En los años treinta se incorporó a la compañía Muiño-Alippi y posteriormente trabajó en muchas obras cómicas en otras compañías, recordándosele por su actuación en 1949 en la obra  ¡Adiós...plata mía! de Tito Insausti y Arnaldo Malfatti que protagonizó con gran éxito en el teatro Astral junto a Diana Maggi y Olinda Bozán.
En 1952 trabajó con Leonor Rinaldi en el Teatro Cómico en la obra Viuda fiera y avivata busca soltero con plata de Germán Ziclis y en 1953 protagonizó con Pepita Muñoz con gran éxito de público en el mismo teatro, la obra del mismo autor Casarse con una viuda, que cosa más peliaguda.

### Fallecimiento
Francisco Álvarez falleció en la ciudad de Lanús, en el Gran Buenos Aires, el 21 de abril de 1960.
También apodado "Panchito" por sus allegados, tuvo una nieta de nombre Ana.
En agosto de 2017 se le realizó en la ciudad de Bahía Blanca (sur de la provincia de Buenos Aires) un homenaje en el ciclo 'Historia y tango en el cine.

## Filmografía
- Patricia mía o Punto y banca (1961)
- Dos tipos con suerte (1960)
- Angustia de un secreto (1959)
- Nubes de humo (1958)
- Que me toquen las golondrinas o La despedida (1957)
- El primer beso (1957)
- Adiós, Rosita (Vieja farsa andaluza) (1956)
- Cubitos de hielo (1956)
- Luces de candilejas (1956)
- Lo que le pasó a Reynoso (1955)
- Un novio para Laura (1955)
- De noche también se duerme (1955)
- Escuela de sirenas... y tiburones (1955)
- Mi marido hoy duerme en casa (1955)
- Música, alegría y amor (1955)
- Pobre pero honrado (1955)
- Vida nocturna (1955)
- Su seguro servidor (1954)
- Ritmo, amor y picardía (1954)
- Somos todos inquilinos (1954)
- La mejor del colegio (1953)
- Suegra último modelo (1953)
- El infortunado Fortunato (1952)
- Martín Pescador o Biografía de un ilustre desconocido  (1951)
- Yo quiero una mujer así (1951)
- Al compás de tu mentira (1950)
- Un tropezón cualquiera da en la vida (1949)
- Maridos modernos (1948)
- Al marido hay que seguirlo (1948)
- La caraba (1947)
- La tía de Carlos (1946)
- Un modelo de París (1946)
- Santa Cándida (1945)
- La importancia de ser ladrón (1944)
- Hay que casar a Paulina (1944)
- Su esposa diurna (1944)
- Los hijos artificiales (1943)
- Bajó un ángel del cielo (1942)
- El tercer beso (1942)
- Soñar no cuesta nada (1941)
- Orquesta de señoritas (1941)
- La canción de los barrios (1941)
- Boina blanca (1941)
- Hay que educar a Niní (1940)
- Ha entrado un ladrón (1940)
- Mi suegra es una fiera (1939)
- El sobretodo de Céspedes (1939)
- Turbión(1938)
- Pampa y cielo (1938)
- El cabo Rivero (1938)
- La estancia del gaucho Cruz (1938)
- Los locos del cuarto piso (1937)
- Lo que le pasó a Reynoso (1937)
- La sangre de las guitarras (1937)